# Fred Louis Lerch
Fred Louis Lerch (28 de marzo de 1902 - 26 de agosto de 1985) fue un actor y director de producción austriaco.

## Biografía
Nacido en Ernsdorf bei Staatz, Austria, su verdadero nombre era Alois Lerch. Fred Louis Lerch empezó su carrera de actor de cine a los veinte años de edad, con pequeños papeles en largometrajes austriacos cuyos títulos son apenas conocidos hoy en día. Entre otras cintas, actuó en la rodada por Jakob y Luise Fleck Die Tochter der Frau von Larsac (1924/25), interpretada por Tessy Harrison, actriz con la que volvió a coincidir en la producción germano austriaca dirigida por Max Neufeld Der Walzer von Strauß (1925). En 1926 actuó junto a la artista berlinesa de cabaret Claire Waldoff en la película alemana Der Jüngling aus der Konfektion. Al siguiente año rodó en Berlín la adaptación a la pantalla de la obra de Arthur Schnitzler Liebelei, en la cual Lerch encarnaba a Fritz Lobheimer. Su compañera de reparto era la actriz Evelyn Holt, entonces con 18 años de edad. A estas actuaciones siguieron diferentes papales  de amante en películas alemanas y austriacas. 
A partir de 1927, Lerch solamente rodó en Alemania, encarnando por ejemplo al personaje principal en la película de 1927/28 interpretada por Ruth Weyher y Margit Manstad Dr. Monnier und die Frauen, dirigida por el sueco Gustaf Molander. En 1928 fue el actor principal de dos filmes de Richard Eichberg: Rutschbahn, con Fee Malten y Heinrich George, y Großstadtschmetterling. El papel protagonista de la segunda lo llevó a cabo la eminente actriz chino-estadounidense Anna May Wong.
Tras diferentes papeles de reparto en películas sonoras, Lerch dio por finalizada su trayectoria interpretativa en 1931. Solamente tenía 29 años. Sin embargo, reapareció veinte años después. A partir de 1951 empezó a trabajar para compañías productoras alemanas, las cuales rodaban fundamentalmente cintas de género Heimatfilm. Las más conocidas de las películas en las que colaboró fueron la adaptación dirigida por Rudolf Jugert de la obra de Ludwig Anzengruber, Der Meineidbauer (1956, con Carl Wery y Heidemarie Hatheyer), y el film de Heinz Rühmann Kleiner Mann – ganz groß (1957). 
Fred Louis Lerch falleció en Múnich, Alemania, en 1985. Había estado casado con la actriz Grete Reinwald. 

## Filmografía

### Actor
- 1922 : Die Menschen nennen es Liebe, de Mano Ziffer-Teschenbruck
- 1923 : Das Bildnis
- 1923 : Opfer des Hasses, de Hanns Marschall
- 1924/1925 : Die Tochter der Frau von Larsac, de Jakob Fleck y Luise Fleck
- 1925 : Ein Walzer von Strauß, de Max Neufeld
- 1926 : Der Jüngling aus der Konfektion, de Richard Löwenbein
- 1926 : Carmen, de Jacques Feyder
- 1926/1927 : Liebelei, de Jakob y Luise Fleck
- 1927 : Die Familie ohne Moral, de Max Neufeld
- 1927 : Ich habe im Mai von der Liebe geträumt, de Franz Seitz senior
- 1927 : Das Fürstenkind/Der Fürst der schwarzen Berge, de Jakob y Luise Fleck
- 1927 : Eheskandal im Hause Fromont jun. und Risler sen, de Anders Wilhelm Sandberg
- 1927/1928 : Freiwild/Der Leidensweg der Anna Riedel, de Holger-Madsen
- 1927/1928 : Dr. Monnier und die Frauen, de Gustaf Molander
- 1928 : Heut’ tanzt Mariett, de Friedrich Zelnik
- 1928 : Mädchenschicksale, de Richard Löwenbein
- 1928 : Die kleine Sklavin, de Jakob y Luise Fleck
- 1928 : Mary Lou, de Friedrich Zelnik
- 1928 : Rutschbahn. Schicksalskämpfe eines Sechzehnjährigen, de Richard Eichberg
- 1928/1929 : Großstadtschmetterling, de Richard Eichberg
- 1929 : Der rote Kreis, de Friedrich Zelnik
- 1929 : Spiel um den Mann, de Robert Land
- 1929 : Schwarzwaldmädel, de Victor Janson
- 1930/1931 : Um eine Nasenlänge, de Johannes Guter
- 1931 : Student sein, wenn die Veilchen blühen, de Heinz Paul

### Director de producción
- 1951 : Grenzstation 58, de Harry Hasso
- 1954 : Hochzeitsglocken, de Georg Wildhagen
- 1956 : Wo der Wildbach rauscht, de Heinz Paul
- 1956 : Der Meineidbauer, de Rudolf Jugert
- 1957 : Kleiner Mann: ganz groß, de Hans Grimm
- 1961 : Drei weiße Birken, de Hans Albin